# Effectifs de la Coupe du monde de rugby à XV 2003
Pour un article plus général, voir Coupe du monde de rugby à XV 2003.

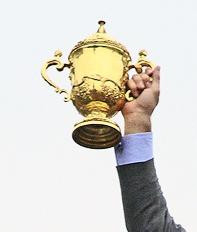
Le trophée Webb Ellis

Cet article présente les effectifs de la Coupe du monde de rugby à XV 2003 des vingt sélections qui disputent la compétition en Australie du 10 octobre au 22 novembre 2003. Chaque équipe donne initialement une liste de trente joueurs. Celle-ci peut-être amendée au fur et à mesure de la compétition si des blessures surviennent.

## Poule A

### Argentine
Le sélectionneur Marcelo Loffreda annonce le 30 août 2003 son groupe de 30 joueurs pour la Coupe du monde.
| Entraîneur | Entraîneur             | Marcelo Loffreda                                                                    |
| Avants     | Pilier                 | Roberto Grau, Omar Hasan, Mauricio Reggiardo, Rodrigo Roncero, Martin Scelzo        |
| Avants     | Talonneur              | Mario Ledesma, Federico Mendez                                                      |
| Avants     | Deuxième ligne         | Patricio Albacete, Rimas Alvarez Kairelis, Ignacio Fernandez Lobbe, Pedro Sporleder |
| Avants     | Troisième ligne aile   | Martin Durand, Rolando Martin, Lucas Ostiglia, Santiago Phelan                      |
| Avants     | Troisième ligne centre | Pablo Bouza, Gonzalo Longo                                                          |
| Arrières   | Demi de mêlée          | Nicolas Fernandez Miranda, Agustin Pichot (cap.)                                    |
| Arrières   | Demi d'ouverture       | Felipe Contepomi, Juan Fernandez Miranda, Gonzalo Quesada                           |
| Arrières   | Centre                 | Manuel Contepomi, Martín Gaitán, José Orengo                                        |
| Arrières   | Ailier                 | Diego Albanese, José María Núñez Piossek, Hernan Senillosa                          |
| Arrières   | Arrière                | Ignacio Corleto, Juan Martín Hernández                                              |

### Australie
Eddie Jones officialise son groupe de 30 joueurs pour le Mondial à domicile le 4 septembre 2003. Les noms en gras sont ceux des joueurs titulaires lors de la finale contre l'Angleterre.
| Entraîneur | Entraîneur             | Eddie Jones                                                               |
| Avants     | Pilier                 | Bill Young, Al Baxter, Ben Darwin, Matt Dunning                           |
| Avants     | Talonneur              | Brendan Cannon, Jeremy Paul                                               |
| Avants     | Deuxième ligne         | Justin Harrison, Nathan Sharpe, David Giffin, Dan Vickerman               |
| Avants     | Troisième ligne aile   | George Smith, Phil Waugh, Matthew Cockbain, David Croft                   |
| Avants     | Troisième ligne centre | David Lyons, John Roe                                                     |
| Arrières   | Demi de mêlée          | George Gregan (cap.), Chris Whitaker                                      |
| Arrières   | Demi d'ouverture       | Stephen Larkham, Matt Giteau                                              |
| Arrières   | Centre                 | Elton Flatley, Stirling Mortlock, Matt Burke, Nathan Grey, Morgan Turinui |
| Arrières   | Ailier                 | Lote Tuqiri, Wendell Sailor, Joe Roff                                     |
| Arrières   | Arrière                | Mat Rogers, Chris Latham                                                  |

### Irlande
Le sélectionneur Eddie O'Sullivan annonce le 7 septembre 2003 la liste des 30 joueurs pour la Coupe du monde. En cours de compétition, le centre Paddy Wallace et l'ailier Tyrone Howe sont appelés en remplacement de Jonathan Bell et Denis Hickie, forfaits sur blessures,.
| Entraîneur | Entraîneur             | Eddie O'Sullivan                                                     |
| Avants     | Pilier                 | Simon Best, Reggie Corrigan, John Hayes, Marcus Horan                |
| Avants     | Talonneur              | Shane Byrne, Frankie Sheahan, Keith Wood (cap.)                      |
| Avants     | Deuxième ligne         | Gary Longwell, Donncha O'Callaghan, Paul O'Connell, Malcolm O'Kelly  |
| Avants     | Troisième ligne aile   | Simon Easterby, Keith Gleeson, Alan Quinlan                          |
| Avants     | Troisième ligne centre | Victor Costello, Anthony Foley, Eric Miller                          |
| Arrières   | Demi de mêlée          | Neil Doak, Guy Easterby, Peter Stringer                              |
| Arrières   | Demi d'ouverture       | David Humphreys, Ronan O'Gara                                        |
| Arrières   | Centre                 | Jonathan Bell , Kevin Maggs, Brian O'Driscoll, Paddy Wallace         |
| Arrières   | Ailier                 | Denis Hickie , Anthony Horgan, Shane Horgan, Tyrone Howe, John Kelly |
| Arrières   | Arrière                | Girvan Dempsey                                                       |

### Namibie
La Namibie, entraînée par l'Australien David Waterston, ne compte que quatre joueurs professionnels dans son groupe de 30.
| Entraîneur | Entraîneur             | David Waterston                                                         |
| Avants     | Pilier                 | Andries Blaauw, Niel du Toit, Johan Jenkins, Kees Lensing               |
| Avants     | Talonneur              | Phillipus Isaacs, Johannes Meyer, Cor Van Tonder                        |
| Avants     | Deuxième ligne         | Archie Graham, Eben Isaacs, Heino Senekal                               |
| Avants     | Troisième ligne aile   | Shaun van Rooi, Wolfie Duvenhage, Herman Lintvelt, Schalk van der Merwe |
| Avants     | Troisième ligne centre | Sean Furter (cap.), Jurgens van Lill                                    |
| Arrières   | Demi de mêlée          | Hakkies Husselman, Regardt Kruger, Niel Swanepoel                       |
| Arrières   | Demi d'ouverture       | Morne Schreuder, Emile Wessels                                          |
| Arrières   | Centre                 | Du Preez Grobler, Corne Powell, Rudi van Vuuren                         |
| Arrières   | Ailier                 | Vincent Dreyer, Deon Mouton, Melrick Africa                             |
| Arrières   | Arrière                | Deon Grunschloss, Jurie Booysen, Ronaldo Pedro                          |

### Roumanie
Bernard Charreyre a annoncé sa liste des 30 joueurs pour la Coupe du monde le 12 septembre 2003. Le 16 septembre 2023, le talonneur Razvan Mavrodin est appelé dans le groupe en remplacement de Marius Tincu, blessé pour l'intégralité de la compétition. Le 23 septembre 2023, Dan Tudosa et Costica Mersoiu sont contraints de déclarer forfait sur blessure, et sont respectivement remplacés par Paulică Ion et Cornel Tatu.
| Entraîneur | Entraîneur             | Bernard Charreyre                                                                                     |
| Avants     | Pilier                 | Petru Bălan, Silviu Florea, Paulică Ion, Cezar Popescu, Marcel Socaciu, Petrișor Toderașc, Dan Tudosa |
| Avants     | Talonneur              | Marius Tincu , Razvan Mavrodin                                                                        |
| Avants     | Deuxième ligne         | Marius Pantelimon, Cristian Petre, Augustin Petrechei, Sorin Socol, Bogdan Tudor                      |
| Avants     | Troisième ligne aile   | Costica Mersoiu , Marius Niculai, Cornel Tatu, Ovidiu Tonița, Marian Tudori                           |
| Avants     | Troisième ligne centre | George Chiriac                                                                                        |
| Arrières   | Demi de mêlée          | Iulian Andrei, Cristian Podea, Lucian Sîrbu                                                           |
| Arrières   | Demi d'ouverture       | Ionuț Tofan                                                                                           |
| Arrières   | Centre                 | Romeo Gontineac (cap.), Valentin Maftei, Bogdan Voicu                                                 |
| Arrières   | Ailier                 | Gabriel Brezoianu, Mihai Vioreanu, Ion Teodorescu, Vasile Ghioc, Cristian Săuan                       |
| Arrières   | Arrière                | Dănuț Dumbravă                                                                                        |

## Poule B

### Écosse
Le sélectionneur écossais Ian McGeechan annonce le 9 septembre 2003 la liste des 30 joueurs pour la Coupe du monde. Le troisième ligne Andrew Mower et le pilier Gavin Kerr, blessés, sont remplacés en octobre 2003 par Cameron Mather et Allan Jacobsen,.
| Entraîneur | Entraîneur             | Ian McGeechan                                                           |
| Avants     | Pilier                 | Bruce Douglas, Allan Jacobsen, Gavin Kerr , Gordon McIlwham, Tom Smith  |
| Avants     | Talonneur              | Gordon Bulloch, Dougie Hall, Robbie Russell                             |
| Avants     | Deuxième ligne         | Stuart Grimes, Nathan Hines, Scott Murray                               |
| Avants     | Troisième ligne aile   | Martin Leslie, Cameron Mather, Andrew Mower , Jason White, Ross Beattie |
| Avants     | Troisième ligne centre | Jon Petrie, Simon Taylor                                                |
| Arrières   | Demi de mêlée          | Graeme Beveridge, Mike Blair, Bryan Redpath (cap.)                      |
| Arrières   | Demi d'ouverture       | Gordon Ross, Gregor Townsend                                            |
| Arrières   | Centre                 | Andy Craig, Andrew Henderson, James McLaren                             |
| Arrières   | Ailier                 | Simon Danielli, Kenny Logan, Chris Paterson, Nikki Walker               |
| Arrières   | Arrière                | Glenn Metcalfe, Ben Hinshelwood                                         |

### États-Unis
Les États-Unis dévoilent leur liste de 30 joueurs pour la Coupe du monde le 9 septembre.
| Entraîneur | Entraîneur             | Tom Billups                                                                     |
| Avants     | Pilier                 | Daniel Dorsey, Richard Liddington, Mike MacDonald, John Tarpoff, Jacob Waasdorp |
| Avants     | Talonneur              | Kirk Khasigian, Matthew Wyatt                                                   |
| Avants     | Deuxième ligne         | Luke Gross, Gerhard Klerck, Alec Parker                                         |
| Avants     | Troisième ligne aile   | Todd Clever, Oloseti Fifita, Jurie Gouws, Dave Hodges (cap.), Kort Schubert     |
| Avants     | Troisième ligne centre | Dan Lyle                                                                        |
| Arrières   | Demi de mêlée          | Mose Timoteo, Kevin Dalzell, Kimball Kjar                                       |
| Arrières   | Demi d'ouverture       | Mike Hercus, Matt Sherman, Link Wilfley                                         |
| Arrières   | Centre                 | Kain Cross, Philip Eloff, Salesi Sika                                           |
| Arrières   | Ailier                 | David Fee, Jason Keyter, Riaan van Zyl                                          |
| Arrières   | Arrière                | John Buchholz, Paul Emerick                                                     |

### Fidji
Le 9 septembre 2003, la liste des 30 joueurs fidjiens sélectionnés par Mac McCallion est dévoilée. Le 25 octobre, Mesake Davu, Jacob Rauluni et Isa Nacewa sont appelés dans l'effectif en remplacement des blessés Alifereti Mocelutu (bras), Sami Rabaka (main) et Waisale Serevi (clavicule).
| Entraîneur | Entraîneur             | Mac McCallion                                                                  |
| Avants     | Pilier                 | Richard Nyholt, Isaia Rasila, Nacanieli Seru, Joeli Veitayaki                  |
| Avants     | Talonneur              | Bill Gadolo, Greg Smith (cap.)                                                 |
| Avants     | Deuxième ligne         | Kele Leawere, Emori Katalau, Vula Maimuri, Apenisa Naevo, Ifereimi Rawaqa      |
| Avants     | Troisième ligne aile   | Mesake Davu, Alifereti Mocelutu , Kitione Salawa, Koli Sewabu, Setareki Tawake |
| Avants     | Troisième ligne centre | Alifereti Doviverata, Sisa Koyamaibole                                         |
| Arrières   | Demi de mêlée          | Sami Rabaka , Jacob Rauluni, Mosese Rauluni                                    |
| Arrières   | Demi d'ouverture       | Nicky Little, Isa Nacewa, Waisale Serevi                                       |
| Arrières   | Centre                 | Seru Rabeni, Saimoni Rokini, Epeli Ruivadra                                    |
| Arrières   | Ailier                 | Rupeni Caucaunibuca, Vilimoni Delasau, Aisea Tuilevu, Marika Vunibaka          |
| Arrières   | Arrière                | Norman Ligairi, Alfred Uluinayau                                               |

### France
Le sélectionneur Bernard Laporte annonce son groupe de 30 joueurs sélectionné pour la Coupe du monde dès le 3 juillet 2003. Quelques jours avant le début de la compétition, Xavier Garbajosa doit déclarer forfait pour une blessure au genou, et il est remplacé par David Bory. Le 11 novembre, Thibaut Privat est appelé dans le groupe français en remplacement d'Olivier Brouzet, blessé à l'épaule lors du quart de finale.
| Entraîneur | Entraîneur             | Bernard Laporte                                                                       |
| Avants     | Pilier                 | Jean-Jacques Crenca, Sylvain Marconnet, Olivier Milloud, Jean-Baptiste Poux           |
| Avants     | Talonneur              | Yannick Bru, Raphaël Ibañez                                                           |
| Avants     | Deuxième ligne         | David Auradou, Olivier Brouzet , Fabien Pelous, Thibaut Privat, Jérôme Thion          |
| Avants     | Troisième ligne aile   | Serge Betsen, Sébastien Chabal, Olivier Magne, Patrick Tabacco                        |
| Avants     | Troisième ligne centre | Imanol Harinordoquy, Christian Labit                                                  |
| Arrières   | Demi de mêlée          | Fabien Galthié (cap.), Dimitri Yachvili                                               |
| Arrières   | Demi d'ouverture       | Gérald Merceron, Frédéric Michalak                                                    |
| Arrières   | Centre                 | Yannick Jauzion, Brian Liebenberg, Tony Marsh, Damien Traille                         |
| Arrières   | Ailier                 | David Bory, Christophe Dominici, Pépito Elhorga, Xavier Garbajosa , Aurélien Rougerie |
| Arrières   | Arrière                | Nicolas Brusque, Clément Poitrenaud                                                   |

### Japon
L'effectif japonais retenu pour participer au Mondial australien est annoncé le 9 juillet 2003. Le 19 octobre 2003, Takahiro Hayano est appelé en remplacement de Hiroyuki Tanuma, blessé au genou.
| Entraîneur | Entraîneur             | Shogo Mukai                                                                        |
| Avants     | Pilier                 | Shin Hasegawa, Masahiko Toyoyama, Masahito Yamamoto, Ryō Yamamura                  |
| Avants     | Talonneur              | Masao Amino, Masaaki Sakata                                                        |
| Avants     | Deuxième ligne         | Hajime Kiso, Koichi Kubo, Adam Parker, Hiroyuki Tanuma                             |
| Avants     | Troisième ligne aile   | Ryota Asano, Takahiro Hayano, Naoya Okubo, Yasunori Watanabe, Takuro Miuchi (cap.) |
| Avants     | Troisième ligne centre | Takeomi Ito, Yuya Saito                                                            |
| Arrières   | Demi de mêlée          | Yuji Sonoda, Takashi Tsuji                                                         |
| Arrières   | Demi d'ouverture       | Keiji Hirose, Andrew Miller                                                        |
| Arrières   | Centre                 | George Konia, Yukio Motoki, Hideki Nanba, Reuben Parkinson                         |
| Arrières   | Ailier                 | Junichi Hojo, Tōru Kurihara, Daisuke Ohata, Hirotoki Onozawa                       |
| Arrières   | Arrière                | Tsutomu Matsuda, Takashi Yoshida                                                   |

## Poule C

### Afrique du Sud
Le sélectionneur Rudolf Straeuli annonce le 30 août 2003 la liste des 30 joueurs retenus pour la Coupe du monde. Peu avant le début de la compétition, Gcobani Bobo doit déclarer forfait sur blessure, et est remplacé par Jean de Villiers. Quelques jours plus tard, De Villiers doit à son tour quitter le groupe sur blessure, et se voit remplacé par Jaco van der Westhuizen
| Entraîneur | Entraîneur             | Rudolf Straeuli                                                             |
| Avants     | Pilier                 | Lawrence Sephaka, Faan Rautenbach, Richard Bands, Christo Bezuidenhout      |
| Avants     | Talonneur              | John Smit, Danie Coetzee, Dale Santon                                       |
| Avants     | Deuxième ligne         | Bakkies Botha, Victor Matfield, Selborne Boome                              |
| Avants     | Troisième ligne aile   | Corne Krige (cap.), Schalk Burger, Danie Rossouw, Hendro Scholtz            |
| Avants     | Troisième ligne centre | Joe van Niekerk, Juan Smith                                                 |
| Arrières   | Demi de mêlée          | Joost van der Westhuizen, Neil De Kock                                      |
| Arrières   | Demi d'ouverture       | Louis Koen, Derick Hougaard                                                 |
| Arrières   | Centre                 | Jean de Villiers , Jaque Fourie, De Wet Barry, Gcobani Bobo , Jorrie Muller |
| Arrières   | Ailier                 | Thinus Delport, Breyton Paulse, Stefan Terblanche, Ashwin Willemse          |
| Arrières   | Arrière                | Werner Greeff, Ricardo Loubscher, Jaco van der Westhuizen                   |

### Angleterre
Le groupe anglais pour disputer le Mondial en Australie est annoncé par le sélectionneur Clive Woodward le 7 septembre 2003. Le 4 novembre, Simon Shaw est appelé dans le groupe pour remplacer Danny Grewcock, qui vient de se fracturer la main. le demi de mêlée Martyn Wood et le polyvalent Austin Healey ont également rejoint l'Australie, en précaution d'éventuels forfaits, mais n'ont finalement jamais été officiellement ajouté au groupe. Les noms en gras sont ceux des joueurs titulaires lors de la finale contre l'Australie.
| Entraîneur | Entraîneur             | Clive Woodward                                              |
| Avants     | Pilier                 | Trevor Woodman, Phil Vickery, Jason Leonard, Julian White   |
| Avants     | Talonneur              | Steve Thompson, Dorian West, Mark Regan                     |
| Avants     | Deuxième ligne         | Martin Johnson (cap.), Ben Kay, Danny Grewcock , Simon Shaw |
| Avants     | Troisième ligne aile   | Richard Hill, Neil Back, Lewis Moody                        |
| Avants     | Troisième ligne centre | Lawrence Dallaglio, Martin Corry, Joe Worsley               |
| Arrières   | Demi de mêlée          | Matt Dawson, Kyran Bracken, Andy Gomarsall                  |
| Arrières   | Demi d'ouverture       | Jonny Wilkinson, Mike Catt, Paul Grayson                    |
| Arrières   | Centre                 | Mike Tindall, Will Greenwood, Stuart Abbott                 |
| Arrières   | Ailier                 | Ben Cohen, Jason Robinson, Dan Luger                        |
| Arrières   | Arrière                | Josh Lewsey, Iain Balshaw                                   |

### Géorgie
La Géorgie, entraînée par le Français Claude Saurel, présente un groupe de 30 joueurs dont la majorité joue en France.
| Entraîneur | Entraîneur             | Claude Saurel                                                                   |
| Avants     | Pilier                 | Goderdzi Shvelidze, Avto Kopaliani, Alexander Margvelashvili, Ploseb Nikolaenko |
| Avants     | Talonneur              | Akvsenti Giorgadze, David Dadunashvili                                          |
| Avants     | Deuxième ligne         | Zurab Mtchedlishvili, Vano Nadiradze, Victor Didebulidze, Sergo Gujaraidze      |
| Avants     | Troisième ligne aile   | Gregori Labadze, Gregoire Yachvili, Georgi Chkhaidze, George Tsiklauri          |
| Avants     | Troisième ligne centre | Ilia Zedguinidze (cap.), David Bolgashvili                                      |
| Arrières   | Demi de mêlée          | Irakli Abuseridze, Irakli Modebadze                                             |
| Arrières   | Demi d'ouverture       | Merab Kvirikashvili, Pavie Jimsheladze                                          |
| Arrières   | Centre                 | Irakli Giorgadze, Tedo Zibzibadze, Otar Eloshvili                               |
| Arrières   | Ailier                 | Malkhaz Urjukashvili, Vasil Katsadze, Gocha Khonelidze, Archil Kavtarashvili    |
| Arrières   | Arrière                | Irakli Machkhaneli, Bessik Khamashuridze, Badri Khekhelashvili                  |

### Samoa
Les joueurs ci-dessous ont été appelés le 26 août 2003 pour disputer la Coupe du monde en Australie.
| Entraîneur | Entraîneur             | John Boe                                                                  |
| Avants     | Pilier                 | Kas Lealamanua, Jeremy Tomuli, Simon Lemalu, Tamato Leupolu               |
| Avants     | Talonneur              | Jonathan Meredith, Mahonri Schwalger                                      |
| Avants     | Deuxième ligne         | Opeta Palepoi, Leo Lafaiali'i, Michael von Dincklage, Kitiona Viliamu     |
| Avants     | Troisième ligne aile   | Maurie Fa'asavalu, Peter Poulos, Des Tuiavi'i, Siaosi Vaili, Patrick Segi |
| Avants     | Troisième ligne centre | Semo Sititi (cap.)                                                        |
| Arrières   | Demi de mêlée          | Steven So'oialo, Denning Tyrell, John Senio                               |
| Arrières   | Demi d'ouverture       | Fa'atonu Fili, Earl Va'a                                                  |
| Arrières   | Centre                 | Brian Lima, Romi Ropati, Dale Rasmussen, Terry Fanolua                    |
| Arrières   | Ailier                 | Lome Fa'atau, Dominic Feau'nati, Ron Fanuatanu, Sailosi Tagicakibau       |
| Arrières   | Arrière                | Tanner Vili                                                               |

### Uruguay
L'Uruguay du sélectionneur Diego Ormaechea annonce sa liste de 30 joueurs pour la compétition le 11 septembre 2003.
| Entraîneur | Entraîneur             | Diego Ormaechea                                                                  |
| Avants     | Pilier                 | Pablo Lemoine, Rodrigo Sanchez, Eduardo Berruti, Guillermo Storace, Juan Machado |
| Avants     | Talonneur              | Diego Lamelas, Juan Andres Perez                                                 |
| Avants     | Deuxième ligne         | Juan Carlos Bado, Juan Alzueta, Juan Álvarez (en), Leonardo De Olivera           |
| Avants     | Troisième ligne aile   | Nicolas Brignoni, Nicolas Grille, Marcelo Guitierrez, Ignacio Conti              |
| Avants     | Troisième ligne centre | Rodrigo Capo Ortega, Hernan Ponte                                                |
| Arrières   | Demi de mêlée          | Bernardo Amarillo, Emiliano Caffera, Juan Campomar                               |
| Arrières   | Demi d'ouverture       | Sebastian Aguirre                                                                |
| Arrières   | Centre                 | Diego Aguirre (cap.), Martin Mendaro, Joaquin De Freitas                         |
| Arrières   | Ailier                 | Emiliano Ibarra, Joaquin Pastore, Carlos Baldassari                              |
| Arrières   | Arrière                | Alfonso Cardoso, Juan Menchaca, Diego Reyes                                      |

## Poule D

### Canada
David Clark a communiqué le 19 août 2003 la liste de 30 joueurs appelés à disputer la Coupe du monde. Quelques jours avant le début de la compétition, le talonneur Pat Dunkley doit déclarer forfait sur blessure et il est remplacé dans le groupe canadien par Aaron Abrams.
| Entraîneur | Entraîneur             | David Clark                                               |
| Avants     | Pilier                 | Jon Thiel, Rod Snow, Garth Cooke, Kevin Tkachuk           |
| Avants     | Talonneur              | Pat Dunkley , Aaron Abrams, Mark Lawson                   |
| Avants     | Deuxième ligne         | Mike James, Jamie Cudmore, Colin Yukes, Ed Knaggs         |
| Avants     | Troisième ligne aile   | Adam Van Staveren, Ryan Banks, Jim Douglas, Jeff Reid     |
| Avants     | Troisième ligne centre | Al Charron (cap.), Josh Jackson                           |
| Arrières   | Demi de mêlée          | Morgan Williams, Ed Fairhurst                             |
| Arrières   | Demi d'ouverture       | Bobby Ross, Jared Barker                                  |
| Arrières   | Centre                 | John Cannon, Marco Di Girolamo, Ryan Smith, Nik Witkowski |
| Arrières   | Ailier                 | Winston Stanley, Dave Lougheed, Sean Fauth, Matt King     |
| Arrières   | Arrière                | James Pritchard, Quentin Fyffe                            |

### Pays de Galles
Le sélectionneur de l'équipe du pays de Galles, le Néo-Zélandais Steve Hansen, annonce le 1er septembre 2003 sa liste définitive de 30 joueurs. Avant le début du tournoi, Mickael Owendoit déclarer forfait et se voit remplacé par Chris Wyatt. Blessé lors du deuxième match de poule, le pilier Duncan Jones est remplacé par Paul James.
| Entraîneur | Entraîneur             | Steve Hansen                                                                |
| Avants     | Pilier                 | Adam Jones, Duncan Jones , Paul James, Gethin Jenkins, Iestyn Thomas        |
| Avants     | Talonneur              | Robin McBryde, Huw Bennett, Mefin Davies                                    |
| Avants     | Deuxième ligne         | Gareth Llewellyn, Mickael Owen , Robert Sidoli, Brent Cockbain, Chris Wyatt |
| Avants     | Troisième ligne aile   | Martyn Williams (cap.), Alix Popham, Dafydd Jones                           |
| Avants     | Troisième ligne centre | Colin Charvis, Jonathan Thomas                                              |
| Arrières   | Demi de mêlée          | Dwayne Peel, Gareth Cooper                                                  |
| Arrières   | Demi d'ouverture       | Stephen Jones, Ceri Sweeney                                                 |
| Arrières   | Centre                 | Iestyn Harris, Sonny Parker, Tom Shanklin, Mark Taylor                      |
| Arrières   | Ailier                 | Kevin Morgan, Shane Williams, Gareth Thomas, Mark Jones                     |
| Arrières   | Arrière                | Rhys Williams, Garan Evans                                                  |

### Italie
Le sélectionneur John Kirwan annonce son groupe de 30 joueurs sélectionné pour la Coupe du monde le 9 septembre 2003.
| Entraîneur | Entraîneur             | John Kirwan                                                                  |
| Avants     | Pilier                 | Salvatore Perugini, Andrea Lo Cicero, Martin Castrogiovanni, Ramiro Martinez |
| Avants     | Talonneur              | Carlo Festuccia, Fabio Ongaro                                                |
| Avants     | Deuxième ligne         | Marco Bortolami, Santiago Dellape, Carlo Checchinato, Cristian Bezzi         |
| Avants     | Troisième ligne aile   | Mauro Bergamasco, Aaron Persico, Andrea De Rossi, Scott Palmer               |
| Avants     | Troisième ligne centre | Sergio Parisse, Matthew Phillips                                             |
| Arrières   | Demi de mêlée          | Alessandro Troncon (cap.), Matteo Mazzantini                                 |
| Arrières   | Demi d'ouverture       | Rima Wakarua, Francesco Mazzariol, Vincenzo Zullo                            |
| Arrières   | Centre                 | Alessandro Stoica, Manuel Dallan, Andrea Masi, Matteo Barbini                |
| Arrières   | Ailier                 | Mirco Bergamasco, Denis Dallan, Nicola Mazzucato                             |
| Arrières   | Arrière                | Gonzalo Canale, Gert Peens                                                   |

### Nouvelle-Zélande
Le 25 août 2003, le groupe de 30 joueurs néo-zélandais retenu pour disputer la Coupe du monde est annoncé. Le 19 octobre Ben Blair, blessé aux cervicales, est remplacé par Ben Atiga.
| Entraîneur | Entraîneur             | John Mitchell                                                  |
| Avants     | Pilier                 | Greg Somerville, Kees Meeuws, Carl Hoeft, David Hewett         |
| Avants     | Talonneur              | Keven Mealamu, Mark Hammett, Corey Flynn                       |
| Avants     | Deuxième ligne         | Ali Williams, Brad Thorn, Chris Jack                           |
| Avants     | Troisième ligne aile   | Richard McCaw, Reuben Thorne (cap.), Marty Holah, Daniel Braid |
| Avants     | Troisième ligne centre | Jerry Collins, Rodney So'oialo                                 |
| Arrières   | Demi de mêlée          | Byron Kelleher, Justin Marshall, Steve Devine                  |
| Arrières   | Demi d'ouverture       | Carlos Spencer, Daniel Carter                                  |
| Arrières   | Centre                 | Ben Atiga, Leon MacDonald, Tana Umaga, Aaron Mauger, Ma'a Nonu |
| Arrières   | Ailier                 | Doug Howlett, Caleb Ralph, Joe Rokocoko                        |
| Arrières   | Arrière                | Ben Blair , Mils Muliaina                                      |

### Tonga
Le sélectionneur Jim Love annonce le 22 septembre 2003 son groupé définitif de 30 joueurs pour la Coupe du monde.
| Entraîneur | Entraîneur             | Jim Love                                                                  |
| Avants     | Pilier                 | Kisi Pulu, Tonga Lea'aetoa, Kafalosi Tonga, Heamani Lavaka                |
| Avants     | Talonneur              | Viliami Ma'asi, Ephraim Taukafa                                           |
| Avants     | Deuxième ligne         | Viliami Vaki, Milton Ngauamo, Saia Latu, Edward Langi                     |
| Avants     | Troisième ligne aile   | Inoke Afeaki (cap.), Stanley Afeaki, Ipolito Fenukitau, Sione Tu'amoheloa |
| Avants     | Troisième ligne centre | Benhur Kivalu, Nisifolo Naufahu                                           |
| Arrières   | Demi de mêlée          | Sililo Martens, Tony Alatini, David Palu                                  |
| Arrières   | Demi d'ouverture       | Pierre Hola, Lisiate Ulufonua                                             |
| Arrières   | Centre                 | Johnny Ngauamo, John Payne, Gus Leger, Sukanaivalu Hufanga                |
| Arrières   | Ailier                 | Pila Fifita, Sione Fonua, Sila Va'enuku, Tevita Tu'ifua                   |
| Arrières   | Arrière                | Sateki Tuipulotu                                                          |